# با أغ موسى
با أغ موسى (حوالي السبعينيات - 10 نوفمبر 2020) مقاتل وقيادي مسلح من مالي.

## السيرة الشخصية
ولد موسى في تين إساكو في السبعينيات في منطقة كيدال. كان ينتمي إلى بامبارا والطوارق. بعد أن استفاد من التدريب العسكري في ليبيا، ساعد القوات المسلحة المالية في تمرد الطوارق في التسعينيات. حمل السلاح مرة أخرى خلال تمرد الطوارق عام 2006، وانضم مرة أخرى إلى الجيش المالي بعد اتفاقات الجزائر 2006. حصل على رتبة عقيد وساعد في مكافحة انعدام الأمن في منطقة كيدال.
في عام 2012 ترك موسى القوات المسلحة المالية للانضمام إلى الحركة الوطنية لتحرير أزواد. وقضى فترة وجيزة مع الحركة قبل أن ينضم إلى أنصار الدين بدعم من صديقه إياد أغ غالي. في ذلك العام شارك في معركة ميناكا ومعركة أجويلهوك ومعركة كيدال. في عام 2017 انضم موسى إلى جماعة نصر الإسلام والمسلمين، وحمل لقب «أبو شريعة».
بعد تدخل القوات المسلحة الفرنسية بقي موسى نشطًا في نارا وكيدال. يُزعم أنه نفذ هجمات في نارا وديابالي ونيونو.
في 17 مارس 2019 بحسب الجيش المالي قاد موسى الهجوم على ديورة. إلا أن هذه التصريحات نفتها جماعة نصر الإسلام والمسلمين. في عام 2020 أعلنت القوات المسلحة الفرنسية أن موسى كان قائدا لجماعة نصر الإسلام والمسلمين. الصحفي وسيم نصر كتب أنه لم يكن القائد، لكنه كان لا يزال معلمًا مهمًا داخل المجموعة. في يونيو 2020 اشتبه في توجيهه لكمين بوكا ويريه.
في 13 نوفمبر 2020 أعلنت فلورنس بارلي وزيرة القوات المسلحة الفرنسية إسقاط موسى قبل ثلاثة أيام في منطقة ميناكا كجزء من عملية برخان. بعد فترة طويلة من التحضير والتعبئة تم تنفيذ الهجوم على مجموعة من خمسة رجال في مؤخرة شاحنة صغيرة. شاركت أربع مروحيات وطائرة بدون طيار وخمسة عشر رجلاً في العملية التي تمت على بعد 7 كيلومترات شرق تادامكات. بعد إطلاق أعيرة نارية تحذيرية عليهم خرج المسلحون من المركبة وقتلوا على الفور. ودُفنت جثثهم في الموقع.